# Bodzewo (Bartoszyce)
Bodzewo (deutsch Bothoswalde) war ein Ort in der polnischen Woiwodschaft Ermland-Masuren. Seine Ortsstelle gehört heute zum Bereich der Gmina Bartoszyce (Landgemeinde Bartenstein) im Powiat Bartoszycki (Kreis Bartenstein (Ostpr.)).
Die Ortsstelle von Bodzewo liegt wenige hundert Meter südlich der polnischen Staatsgrenze zur russischen Oblast Kaliningrad (Gebiet Königsberg (Preußen)) in der nördlichen Mitte der Woiwodschaft Ermland-Masuren. Bis zur früheren und heute auf russischem Staatsgebiet gelegenen Kreisstadt Preußisch Eylau (russisch Bagrationowsk) sind es sechs Kilometer in nordwestlicher Richtung. Die heute Kreismetropole Bartoszyce (deutsch Bartenstein) liegt 13 Kilometer entfernt in südöstlicher Richtung.
Gegründet wurde Bothoswalde im Jahre 1820 und war vor 1945 ein Vorwerk und Wohnplatz zum Gut Mollwitten (polnisch Molwity). Damit gehörte der Ort zum ostpreußischen Kreis Preußisch Eylau im Regierungsbezirk Königsberg.
Als 1945 in Kriegsfolge Ostpreußen geteilt wurde, kam Bothoswalde zum südlichen Teil und somit zu Polen. Wohl wegen seiner Lage im Grenzgebiet wurde der mit der polnischen Namensform „Bodzewo“ belegte Ort nicht mehr besiedelt. So wurde er in den Nachkriegsjahren auch nicht mehr offiziell erwähnt. Er gilt heute als verwaist und untergegangen. Seine Ortsstelle liegt im Gebiet der Landgemeinde Bartoszyce (Bartenstein) im Powiat Bartoszycki (Kreis Bartenstein (Ostpr.)).
Kirchlich war Bothowalde bis 1945 evangelischer- wie römisch-katholischerseits nach Preußisch Eylau eingepfarrt.
Die Ortsstelle Bodzewos ist kaum noch auffindbar. Sie liegt an einer Landwegverbindung von Molwity (Mollwitten) nach Żardyny (Sardienen).